# فستريوتلاند
فستريوتلاند (بالسويدية: Västergötland) هي واحدة من 25 محافظة سويدية، تقع في جنوب غرب السويد وكانت هذه المنطقة تسمى في الإنكليزية القديمة بويستروغوثيا.
هذه المحافظة لها حدود مع محافظات بوهوسلان ودالسلاند وفارملاند وناركة واوسترغوتلاند وسمولاند وهالاند وتحيط بها أيضا بحيرتي فنرن وفترن وحدود صغيرة مع بحر كاتيغات، في المقاطعة تتواجد فيها مدينة غوتينبيرغ والتي تعد ثاني أكبر مدينة في السويد، ويبلغ عدد سكان هذه المحافظة 1238845 نسمة .

## أعلام
- كينتا
- إريك يدفاردسون
- ستينشل
- أكسل إريك روس
- كارل غوستاف روس